# Quest for Camelot (jeu vidéo)
Quest for Camelot est un jeu vidéo de type action-RPG développé et édité par Titus Software, sorti en 1998 sur Game Boy Color.
Il est adapté du long-métrage d'animation Excalibur, l'épée magique.
Une version Nintendo 64 était prévue mais a été annulée.

## Accueil
- AllGame : 2,5/5[1]
- IGN : 4/10[2]
- Nintendo Power : 7,4/10[3]